# Crocidura levicula
Crocidura levicula là một loài động vật có vú trong họ Chuột chù, bộ Soricomorpha. Loài này được Miller & Hollister mô tả năm 1921.